# Рыбна
Ры́бна (бел. Рыбна) — деревня в Кобринском районе Брестской области Белоруссии. Входит в состав Киселевецкого сельсовета.
По данным на 1 января 2016 года население составило 352 человека в 116 домохозяйствах.
В деревне расположен магазин.

## География
Деревня расположена в 11 км к юго-востоку от города и станции Кобрин и 56 км к востоку от Бреста.
На 2012 год площадь населённого пункта составила 1,4 км² (140 га).

## История
Населённый пункт известен с 1631 года как имение Рыбны. В разное время население составляло:
- 1999 год: 122 хозяйства, 332 человек;
- 2009 год: 327 человек;
- 2016 год[2]: 116 хозяйств, 352 человека;
- 2019 года[1]: 283 человека.